# Caridina shilinica
Caridina shilinica is een garnalensoort uit de familie van de Atyidae. De wetenschappelijke naam van de soort is voor het eerst geldig gepubliceerd in 2000 door Liang & Cai.